# Osmaterium

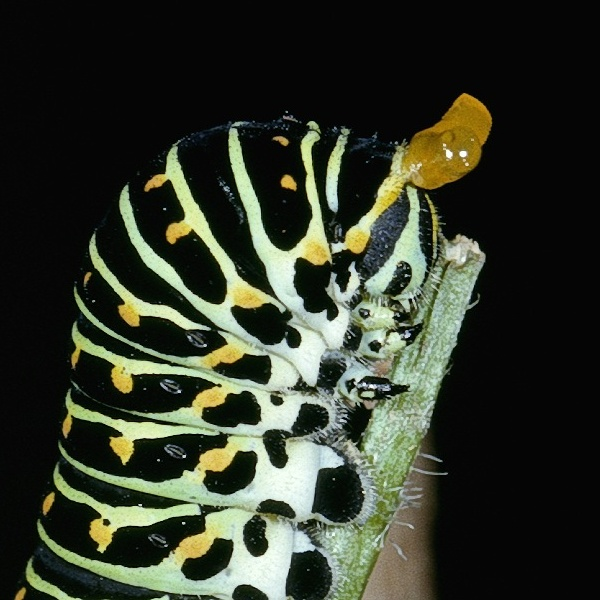
Schwalbenschwanzraupe mit ausgestülptem Osmaterium

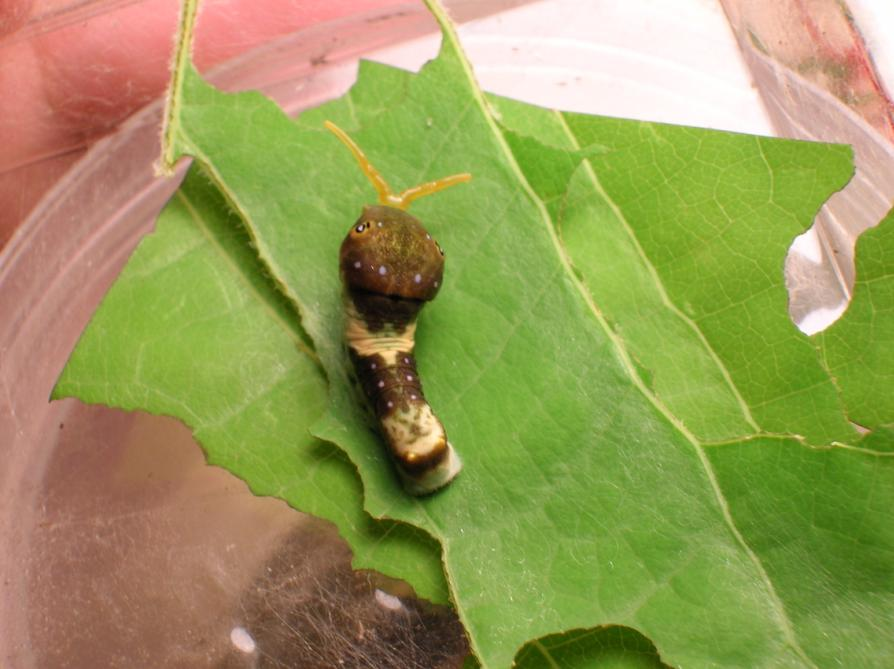
Raupe von Papilio glaucus mit ausgestülptem Osmaterium

Das Osmaterium, auch Osmeterium (von griechisch osmētos „riechend“) ist eine Nackengabel, die zwischen dem Kopf und dem ersten Thoraxsegment der Raupen von Ritterfaltern (Papilionidae) sitzt. Es dient dazu, Fressfeinde abzuschrecken. Das in normalem Zustand eingeklappte und somit nicht sichtbare Osmaterium wird bei Gefahr durch Einpressen von Hämolymphflüssigkeit ausgestülpt. Zusätzlich krümmt die Raupe den vorderen Teil des Körpers nach oben, um bedrohlicher zu wirken. Neben der meist gelben, orangen oder rötlichen Farbe und der eigentümlichen, wulstig-fleischigen Form, die Feinde irritiert, sendet die Raupe mit auf diesem Organ sitzenden Drüsen ein übel riechendes Sekret aus, das bewirkt, dass Feinde wie z. B. Ameisen flüchten. Dieser Duft wird durch Terpene erzeugt, deren Zusammensetzung je nach Art verschieden ist. Wird die Raupe mehrmals gestört und bemerkt sie, dass ihre Reaktion keinen Erfolg zeigt, flüchtet sie.